# 佔領大醫院
《佔領大醫院》是日本電視台於2023年1月14日至3月18日播出的週六連續劇，由櫻井翔主演。臺灣由friDay影音、KKTV於1月15日起跟播。
2023年11月24日確定製播第二季，名稱暫定為《佔領XXX》，櫻井翔、比嘉愛未回歸續演，宮本茉由、瀧內公美加盟演出，宣布時標題名稱全名不明，但有消息表示第二季場景為機場，奧貫薰加盟演出武藏的姐姐。2024年1月6日正式公布第二季標題為《佔領新機場》，於同年1月13日至3月16日播出。

## 劇情簡介
本作講述被戴著鬼怪面具的神秘武裝集團「百鬼夜行」佔據的界星堂綜合醫院中，停職中的刑警為了救出人質與犯人對峙的原創懸疑劇。

## 登場人物

### 主要人物
- 武藏三郎〈40〉：櫻井翔[1]

神奈川縣警搜查一課強行犯係刑警。階級為警部補。於一年前的加油站挾持事件中對犯人開槍造成爆炸事件使得犯人死亡，因此事形成心理創傷而暫時停職中。與妻子和女兒分居中。在來到界星堂醫院看診時，遭遇武裝集團佔領並與其對峙。

### 武藏家
- 武藏裕子〈37〉：比嘉愛未[2]

三郎的妻子。界星堂醫院的心臟外科醫師。在心臟外科手術時，捲入事件成為人質，但與青鬼交涉讓把患者釋放。
- 武藏Emily〈9〉：吉田帆乃華

三郎與裕子的女兒。

### 神奈川縣警察
- 和泉櫻〈40〉：[3]

搜查一課特殊班（SIS）的管理官。階級為警視。與三郎是警察學校的同學。
- 駿河紗季〈32〉：宮本茉由[3]

搜查支援分析中心（KSBC）的情報分析官。階級為警部補。
- 志摩蓮司〈34〉：Kunbi[3]

KSBC的情報分析官。階級為警部補。
- 丹波一樹〈48〉：平山浩行[3]

警備部SAT（特殊部隊）的管理官。階級為警視。
- 備前武〈56〉：渡部篤郎[4]

本部長。階級為警視監。其以幫助播磨院長掩蓋外遇對象控訴其施暴一事威脅他，並命令他處理掉大島飯店中的三名死者湮滅證據，隱瞞P2計畫。

### 界星堂醫院
被不知來歷的武裝集團佔據的神奈川縣內的綜合醫院「神奈川縣立醫科大学附設界星堂醫院」
- 播磨貞治〈50〉：津田寛治[5]

院長。已被備前武本部長殺害。
- 若狭昇〈30〉：稻葉友[5]

外科醫師。裕子的同事兼助手搭檔。
- 佐渡稔〈50〉：阪田雅信[5]

外科部長。
- 土佐大輔〈37〉：笠原秀幸[5]

内科醫師。常常上電視的人氣醫師。去年萬聖節在「CLUB DANGO」舉辦的藥物派對，其中一位參加者・周防朱里因過度吸食違法藥物而死亡。土佐在死亡診斷書上偽造死因為急性心肌梗塞，試圖隱蔽罪責。所作所為被揭發在百鬼夜行頻道並被百鬼夜行從醫院釋放。
- 石見佳奈〈34〉：中村映里子

院長秘書。
- 大隅史郎〈47〉：瓜生和成

事務長。懷著死的覺悟留下紙條給離婚的妻子以及兒子。和長門道江知事都清楚界星堂醫院地下四樓所隱藏的秘密。
- 安藝栞〈30〉：吳城久美

護士。因患有糖尿病，有在注射胰島素。
- 森優香〈27〉：西谷菜菜惠

醫院櫃檯。14名人質中的一人。
- 棚澤亞紀〈27〉：濱岡小百合

醫療事務。14名人質中的一人。
- 森崎惠太〈29〉：中村隆希

醫療事務。14名人質中的一人。
- 林光祐〈43〉：金森規郎

醫療事務。14名人質中的一人。

### 神奈川縣
- 長門道江〈56〉：筒井真理子[5]

知事。在視察界星堂病院時被捲入事件。

### 新聞
- 因幡由衣〈35〉：明日海里奧[6]

曾是新聞記者，現在是影片直播頻道「Inabauer Channel」營運人。頻道關注人數超過250萬人。潛入醫院內部報導。
- 能登奈奈子：益田惠梨菜

「Inabauer Channel」的工作人員。

### 武裝集團
佔據界星堂醫院，戴著鬼面具的武裝集團「百鬼夜行」
- 青鬼 / 大和耕一：菊池風磨[8]

20歲左右男性。是率領其他鬼的領導者，也是隊伍裡的頭腦。
- 赤鬼 / 美作孝：忍成修吾[8]

40歲左右男性。青鬼的左右手，駭客。
- 黑鬼 / 伊予Misaki：Becky[8]

30歲左右女性。青鬼的左右手，負責隊伍的現場指揮，百鬼夜行的活躍氣氛者。
- 白鬼 / 日向由里子〈45〉：真飛聖[8]

40歲左右女性。擅長使用無人機追蹤或攻擊，很為同伴著想，在百鬼夜行裡類似母親的存在。真實身份為攝津公明的妻子兼大島飯店死者之一日向聰介的母親。
- 黃鬼 / 攝津公明〈45〉：柏原收史[8]

40歲左右男性。曾是自衛官。擅長使用槍械、身體能力高。真實身份為日向由里子的丈夫兼大島飯店死者之一的日向聰介的父親。
- 灰鬼 / 常陸潔〈43〉：水橋研二[9]

40歲左右男性。平穩的語氣中有著強烈的意志。真實身分為本來應該已被青鬼射殺身亡的三郎的主治醫生。
- 桃鬼 / 常陸亞理紗〈21〉：淺川梨奈[9]

20歲左右女性。槍法準，個性堅強、性格自由奔放。內心希望無人質傷亡達成任務。真實身份為常陸的女兒。
- 橙鬼 / 加賀流星〈34〉：森田甘路[10]

30歲左右男性。脾氣暴躁、容易生氣。真實身份為加賀雄吾的弟弟以及大島飯店死者之一的加賀大輝的哥哥。
- 茶鬼 / 加賀雄吾〈37〉：大水洋介[10]

40歲左右男性。性格中性。神經質，對周圍的變化敏感。真實身份為加賀流星與大島飯店死者之一的加賀大輝的哥哥。
- 綠鬼 / 周防誠〈50〉：村上淳[10]

50歲左右男性。最年長，跛腳行動不便。是團隊的精神支柱。
真實身份是電器家電店的店主。妻子過世後，作為單親爸爸一個人把獨生女・AKARI拉拔長大。
- 紫鬼 / 相模俊介〈27〉：白洲迅[3][11]

把警察裡的情報洩漏給武裝集團，真實身份為SIS搜查員的相模俊介巡查部長兼大島飯店死者之一的山城琴音的未婚夫。
- 假紫鬼 / 對馬勝見：内村遙

因為被青鬼以一年前幫播磨院長掩蓋罪行一事威脅而襲擊帶著Emily從飯店離開的相模，並誘拐Emily。真實身分為大島飯店副總經理。

## 製作團隊
- 編劇：福田哲平、蓼内健太
- 配樂：蓋瑞蘆屋
- 主題曲：Snow Man《W》（MENT RECORDING）[12]
- 導演：大谷太郎、茂山佳則（AX-ON）、西村了（AX-ON）
- 執行製作人：田中宏史
- 製作人：尾上貴洋、茂山佳則（AX-ON）
- 制作協力：AX-ON
- 製作著作：日本電視台

## 播出日程
| 集數                                                                      | 播出日期 | 副標題 | 日文標題 | 中文標題 (friDay影音) | 編劇     | 導演     | 收視率 |
| ------------------------------------------------------------------------- | -------- | ------ | -------- | --------------------- | -------- | -------- | ------ |
| 第1話                                                                     | 1月14日  |        |          | 鬼抓人正式開始        | 福田哲平 | 大谷太郎 | 7.2%   |
| 第2話                                                                     | 1月21日  |        |          | 鬼們的暴走            | 福田哲平 | 大谷太郎 | 7.6%   |
| 第3話                                                                     | 1月28日  |        |          | 下一個目標            | 福田哲平 | 茂山佳則 | 7.4%   |
| 第4話                                                                     | 2月04日  |        |          | 與鬼談判倒數5分鐘     | 福田哲平 | 茂山佳則 | 7.8%   |
| 第5話                                                                     | 2月11日  |        |          | 鬼的真面目            | 蓼内健太 | 大谷太郎 | 7.1%   |
| 第6話                                                                     | 2月18日  |        |          | 真正的戰役            | 福田哲平 | 茂山佳則 | 7.0%   |
| 第7話                                                                     | 2月25日  |        |          | 任務開始              | 蓼内健太 | 西村了   | 7.1%   |
| 第8話                                                                     | 3月04日  |        |          | 大逃殺                | 福田哲平 | 大谷太郎 | 7.6%   |
| 第9話                                                                     | 3月11日  |        |          | 大滲透                | 福田哲平 | 西村了   | 4.2%   |
| 最終話                                                                    | 3月18日  |        |          | 真相大白              | 福田哲平 | 大谷太郎 | 7.9%   |
| 平均收視率 7.1%（收視率由Video Research調查關東地區、家戶的即時統計資料） |          |        |          |                       |          |          |        |

## 衍生劇集
2023年3月11日的電視劇第9集播出後，衍生劇集《佔領大醫院前 the night before》於串流平台Hulu播放。第二集則在正篇最終回播出後播放。全2集。

### 登場人物（佔領大醫院前）
- 大和耕一：菊池風磨
- 相模俊介：白洲迅
- 安房沙織：長尾純子

但馬設計事務所的職員。
- 羽前雫（羽前しずく）：佐久間麻由

但馬設計事務所的職員。
- 磐城祐光：松川尚瑠輝

但馬設計事務所的職員。
- 根室智史：宮下貴浩

但馬設計事務所的保全。
- 上總多江：菊原結里

但馬設計事務所的職員。

### 製作團隊（佔領大醫院前）
- 劇本：蓼内健太
- 配樂：蓋瑞蘆屋
- 導演：苗代祐史
- 總製作人：田中宏史
- 製作人：尾上貴洋、茂山佳則
- 制作：AX-ON
- 制作著作：日本電視台

### 配信日程（佔領大醫院前）
| 各話 | 配信日  |
| ---- | ------- |
| 前編 | 3月11日 |
| 後編 | 3月18日 |

## 外部連結
- 官方网站－日本電視台（日語）
- 佔領大醫院的X（前Twitter）
- 佔領大醫院的Instagram帳戶
- 佔領大醫院的TikTok

| 日本 日本電視台 週六連續劇                                     | 日本 日本電視台 週六連續劇              | 日本 日本電視台 週六連續劇 |
| -------------------------------------------------------------- | --------------------------------------- | -------------------------- |
|                                                                | 佔領大醫院 （2023年1月14日－3月18日）   |                            |
| 祈願病歷表～研修醫的解謎診察紀錄～ （2022年10月8日－12月17日） | Dr.Chocolate （2022年4月22日－6月24日） |                            |

| 緯來日本台 每週一至五 22:00 - 23:00  | 緯來日本台 每週一至五 22:00 - 23:00                  | 緯來日本台 每週一至五 22:00 - 23:00 |
| ------------------------------------ | ---------------------------------------------------- | ----------------------------------- |
|                                      | 佔領大醫院 （2024年8月19日－8月30日）                |                                     |
| 極度不妥！ （2024年8月5日－8月16日） | Unknown吸血鬼新娘 （重播） （2024年9月2日－9月12日） |                                     |